# Championnat de Croatie féminin de water-polo
Le championnat de Croatie de water-polo féminin ou première ligue existe depuis 2001 et comprend sept clubs lors de la saison 2009-2010.

## Championnat féminin

### Historique
Les premières équipes croates de water-polo sont créées au début des années 1980. Le premier championnat de Croatie, alors partie de la Yougoslavie, est organisé pendant l'été 1988. Les deux premières éditions sont gagnées par le ŽVK Jadran de Split contre l'autre seul participant, le ZVK Opatija. Ce dernier gagne l'édition de 1990 avant l'interruption jusqu'en 2000.
Le championnat est relancé en 2000-2001 avec, dans le même temps, création d'une coupe féminine. Trois clubs participent jusqu'en 2003, puis quatre, cinq ou six selon les saisons. Le championnat est joué sous forme d'une phase régulière de rencontres aller et retour entre tous les clubs, puis d'une phase finale pour le sacre. Il est cependant dominé par une équipe de Split, ŽVK POŠK renommé Bura en 2004.

### Palmarès féminin
Championnat officieux avant l'indépendance :
- 1988 : ŽVK Jadran (2 participants)
- 1989 : ŽVK Jadran (2 participants)
- 1990 : ŽVK Opatiya (2 participants)

Championnat national :
- 2001 : ŽVK POŠK (3 participants)
- 2002 : ŽVK POŠK (3 participants)
- 2003 : ŽVK POŠK (3 participants)
- 2004 : ŽVK Bura (4 participants)
- 2005 : ŽVK Bura (6 participants)
- 2006 : ŽVK Bura
- 2007 : ŽVK Primorje
- 2008 : ŽVK Bura
- 2009 : ŽVK Mdladost[2]
- 2010 : ŽVK Mdladost[2] (5 participants).
- 2011 : ŽVK Bura[3] (5 participants).